# 加贝里亚
加贝里亚（Gabberia），是印度西孟加拉邦Haora县的一个城镇。总人口4974（2001年）。

## 人口
该地2001年总人口4974人，其中男性2543人，女性2431人；0—6岁人口775人，其中男395人，女380人；识字率63.85%，其中男性为70.23%，女性为57.18%。